# حرب الورق

نظرة عامة للمنطقة (الإطار الأحمر) على خريطة أمريكا الجنوبية

حرب الورق هو الاسم الذي حمله النزاع بين الأرجنتين وأوروغواي بشأن بناء معملين كبيرين للورق على ضفاف نهر أوروغواي، من الجانب الأوروغواياني للحدود بين البلدين. لقي المشروع معارضة جمعيات أرجنتينية رفضت بناء هذه المصانع لاعتبارها ملوثة للبيئة. في حين أن الأرجنتين تمتلك حوالي عشرين مصنعاً مماثلاً للورق.
شهدت الفترة بين عامي 2005 و2007، عمليات غلق متكررة للطريق الرابط بين البلدين وطلبات بالتحكيم الدولي، ما أضفى على الصراع بعداً جغرافياً وسياسياً. ظلّ الوضع على ما هو عليه دون اعتماد لأي حل وسط إلى وقت قريب، رغم الانخفاض الواضح للتوتر أوائل عام 2008، بعد الانتهاء من بناء أحد المصنعين والتخلي عن الثاني. وقد فشل «السوق الجنوبي الموحد (ميركوسور)» في التعامل مع الوضع، حتى أن النزاع أضعف السوق نفسه.

## السياق

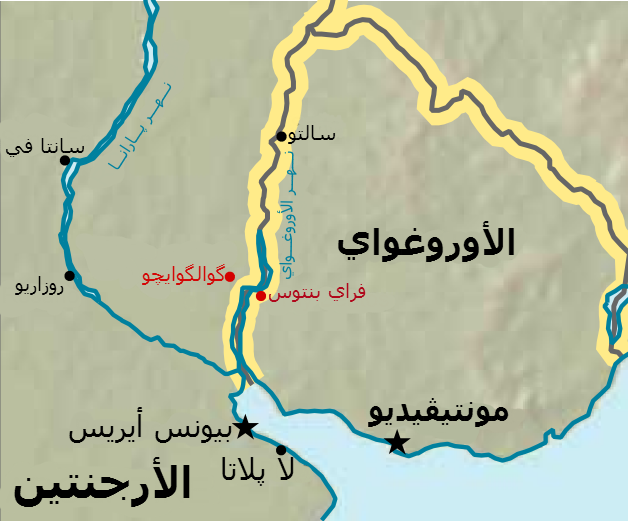
منطقة النزاع. باللون الأحمر، البلدتين الحدوديتين المعنيتين بشكل خاص

بعد عشرين عاماً من تطور صناعة الغابات في أوروغواي، والتوقيع على اتفاقية حماية الاستثمارات الثنائية (2002) بين فنلندا وحكومة باتل الأوروغوانية، تلقت شركة ENCE الإسبانية في أكتوبر 2003 إذناً من حكومة الأوروغواي لبناء مطحنة سليولوز في فراي بينتوس، على ضفاف نهر أوروغواي، الذي يرسم الحدود بين أوروغواي والأرجنتين. خططت الشركة لاستخدام «ECF : Elementary chlorine free» في عملية تبييض الورق ، الذي يستخدم ثاني أكسيد الكلور في تركيبة مع بيروكسيد الهيدروجين.

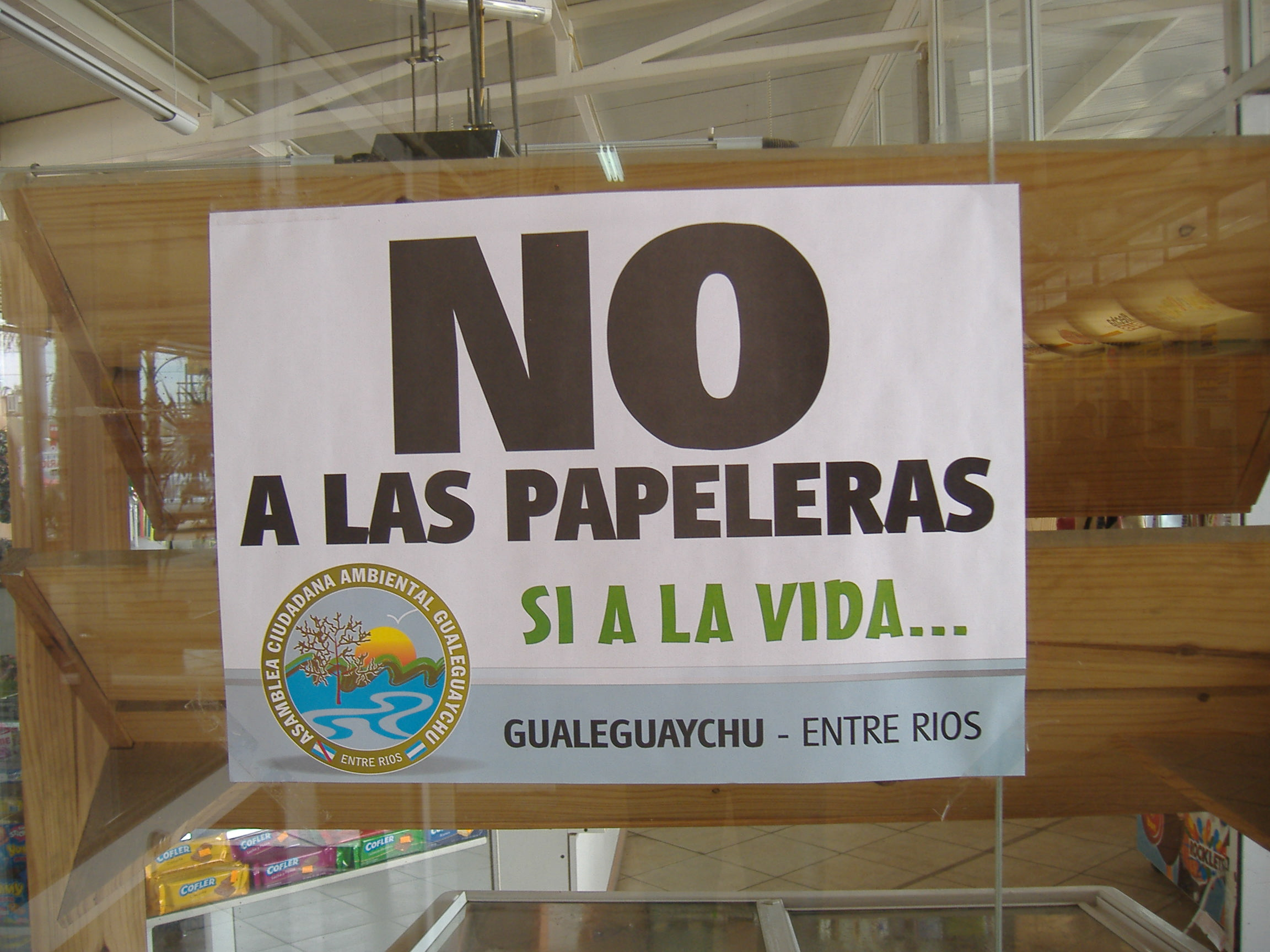
ملصق ضد مصانع الورق في متجر بـ جواليجويتشو (لا لمصانع الورق، نعم للحياة)

أثار استعمال هذا النوع من الصناعات قلق جمعيات حماية البيئة التي اعتبرتها ملوثة للبيئة، وحاول بعض الناشطون  من فراي بينتوس تنبيه الجمهور دون جدوى. انتقلوا بعد ذلك إلى سكان بلدة قريبة هي جواليجويتشو (Gualeguaychú) بمحافظة إنتري ريوس، تقع على بعد حوالي 35 كيلومترٍ من فراي بينتوس على الجانب الآخر من النهر (في الأرجنتين)، حيث تلقوا رداً إيجابياً.
وقعت المظاهرات الأولى في عام 2003 في جواليجويتشو ولكن دون أن تحدث وقعاً إعلامياً حقيقياً. وفي أكتوبر 2004، عندما بدأ بناء مصنع ENCE، تجمع المتظاهرون في جواليجويتشو ضمن جماعة ضغط سميت التجمع البيئي لـ جواليجويتشو وأغلقوا جسر «الجنرال المحرر سان مارتين» (Libertador General San Martín) والطريق رقم 136. هذا الطريق الدولي، الممتد من تشيلي وعبر مخروط أمريكا الجنوبية إلى المحيط الأطلسي، وهو طريق مستعمل كثيراً. ويمثل جسر الجنرال سان مارتين أقصر اتصال أرضي بين بوينس آيرس ومونتيفيديو.
في وقت لاحق، أعلنت شركة Botnia الفنلندية عن عزمها بناء مصنع آخر في نفس المنطقة، يبعد 7 كم عن المصنع الأول. وحصلت على رخصة في فبراير 2005. ومثل استثمار Botnia في أوروغواي، الذي كان من المتوقع أن يصل إلى 1.1 مليار دولار، أكبر استثمار للقطاع الخاص في تاريخ الأوروغواي. ومع ذلك، فإن حكومة باتل منحت Botnia (مثل ENCE) العديد من الإعفاءات الضريبية ما خفض من الإيرادات المباشرة الناتجة للبلاد. وفي مقابل فتح 10 آلاف وظيفة متوقعة، منحت حكومة مونتيفيديو الشركتين منطقة حرة لمدة 50 عاماً.
تخضع مكانة نهر ريو أوروغواي لبنود «معاهدة ريو أوروغواي» التي وقعت في عام 1975 بين البلدين. الأمر الذي يوجب على أي طرف إعلام الطرف الآخر في حالة الإقدام على أي مشروع يمكن أن يؤثر على النهر أو نوعية مياهه. وتعود «للجنة إدارة ريو أوروغواي» مسؤولية ضمان تنفيذ هذه المعاهدة.

## تطور النزاع

### 2005

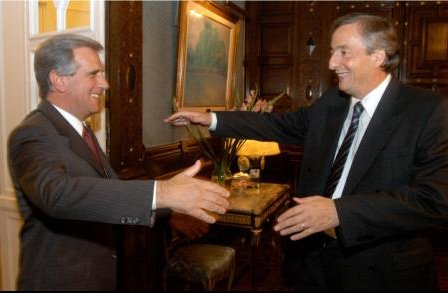
وافق رؤساء أوروغواي والأرجنتين على إنشاء لجنة مشتركة.

في 30 أبريل 2005، شهرين قبل انتخاب تباري فازكيز لرئاسة أوروغواي، قام ما بين 10٬000 و20٬000 محتج أرجنتيني بغلق جسر سان مارتن الرابط بين جواليجويتشو (الأرجنتين) وفراي بينتوس (أوروغواي) احتجاجاً على بناء المصنعين. حصل المتظاهرون على دعم من خورخي بوستي، حاكم مقاطعة انتري ريوس الأرجنتينية. وفي يوليو، تنقل وزير الخارجية الأرجنتيني رافاييل بيلسا شخصياً للالتقاء بالمتظاهرين في جواليجويتشو وتجمعها البيئي.
أجرت مؤسسة التمويل الدولي (IFC) دراسة لتأثير بناء المصنعين، وجاء التقرير في 19 ديسمبر 2005 يشير إلى أن نوعية المياه والهواء لن تتأثر بالمشاريع. ومع ذلك، أعلنت مؤسسة التمويل الدولي بأنها ستجري المزيد من المشاورات لإتمام تقريرها قبل أن تتخذ قراراً بشأن تمويل المشاريع.
في 23 ديسمبر، وقعت مظاهرات أرجنتينية جديدة، معرقلة مرة أخرى العبور على جسر سان مارتن، وفي وقت لاحق، شملت المظاهرات جسراً آخراً يربط كولون (الأرجنتين) ببايساندو (أوروغواي). هذه الطرق يستعملها العديد من السياح الأرجنتينيين للذهاب إلى شواطئ أوروغواي في الصيف، والذي يبدأ في شهر ديسمبر في هذا الجزء من العالم.
في الأيام التالية، وقع تصعيد لفظي بين الدولتين حوٌل القضية إلى حادث دبلوماسي: أوروغواي تتهم الأرجنتين بانتهاك قواعد التجارة الحرة في سوق الجنوب المشتركة (ميركوسور)، طالبة تدخل السلطات الأرجنتينية لاستعادة حرية التنقل بين البلدين. في حين تجاهلت الأرجنتين هذا النداء، وطلبت بوقف بناء المصانع وهددت برفع القضية إلى العدالة. تواصل الغلق البري وامتد إلى جسر ثالث يربط بين البلدين بدعم من جمعيات حماية البيئة، ما تسبب في عرقلة أيضا قوافل الإمداد بمواد البناء لكلا المصنعين القادمة من تشيلي. في حين بدأت أوروغواي حملة شرح خاصة بين السياح الأرجنتينيين، لتوضيح أن المصنعين محل الإشكال يمتثلان للمعايير البيئية.

### يناير وفبراير 2006
في 25 يناير 2006، أعلنت الحكومة الأرجنتينية عن عزمها طرح المسألة أمام محكمة العدل الدولية في لاهاي، متهمة الأوروغواي بانتهاك المعاهدة التي تنظم وضع ريو أوروغواي. ردت الأوروغواي باتهام الأرجنتين بتجاهل قواعد ميركوسور. في 30 يناير، فشلت اللجنة المشتركة (GTAN : Grupo Técnico de Alto Nivel)، والتي كلفت قبل ستة أشهر بتقييم الأثر البيئي للمصنعين، في تقديم تقرير مشترك وبقى كل بلد على موقفه.
تواصل تنظيم عمليات الغلق خلال شهر فبراير، والذي تميز بعدة محاولات وساطة فاشلة أجراها كل من خورخي إدواردو لوزانو أسقف جواليجويتشو، ونيكولاس كوتونيو رئيس أساقفة مونتيفيديو وأدولفو بريز إيسكيبل الفائز بجائزة نوبل للسلام. وفي 20 فبراير، رفعت الأوروغواي شكوى ضد الأرجنتين لدى منظمة البلدان الأمريكية لفشلها في التعامل مع الغلق.
نشرت كلية الكيمياء في جامعة الجمهورية (أوروغواي) في 22 فبراير رسالة مفتوحة إلى مجتمع الأوروغواي. وجاء في الرسالة أن الورق المشتق بـ TCF لا يمكن إعادة تدويره بقدر مثيله المشتق بـECF الذي تخطط استعماله شركة خليج بوثنيه. إضافة إلى أن تقنية TCF هي 5٪ أكثر تكلفة وتتطلب 10٪ من النفط والخشب أكثر لنفس كمية الورق التي تنتجها تقنية ECF. بالإضافة إلى ذلك، فإنها تنتج 10٪ أكثر من انبعاثات غازات الدفيئة. وجاء في الرسالة أيضاً أن تقنيات ECF وTCF معروفتان على أنهما «أفضل التكنولوجيا المتاحة» في البلدان المتقدمة، وأن الانبعاثات السامة تكاد تكون معدومة بالمقارنة مع عمليات أخرى (خاصة بالنسبة للديوكسين)، وأن انبعاث غازات الدفيئة تعتمد على الإدارة والمراقبة أكثر منها من خيار استخدام TCF أو ECF.

### مارس 2006

الطريق 136 (بالأحمر) - الخط الأخضر يتوافق مع الطريق القديم

الطريق 135 (بالأحمر)

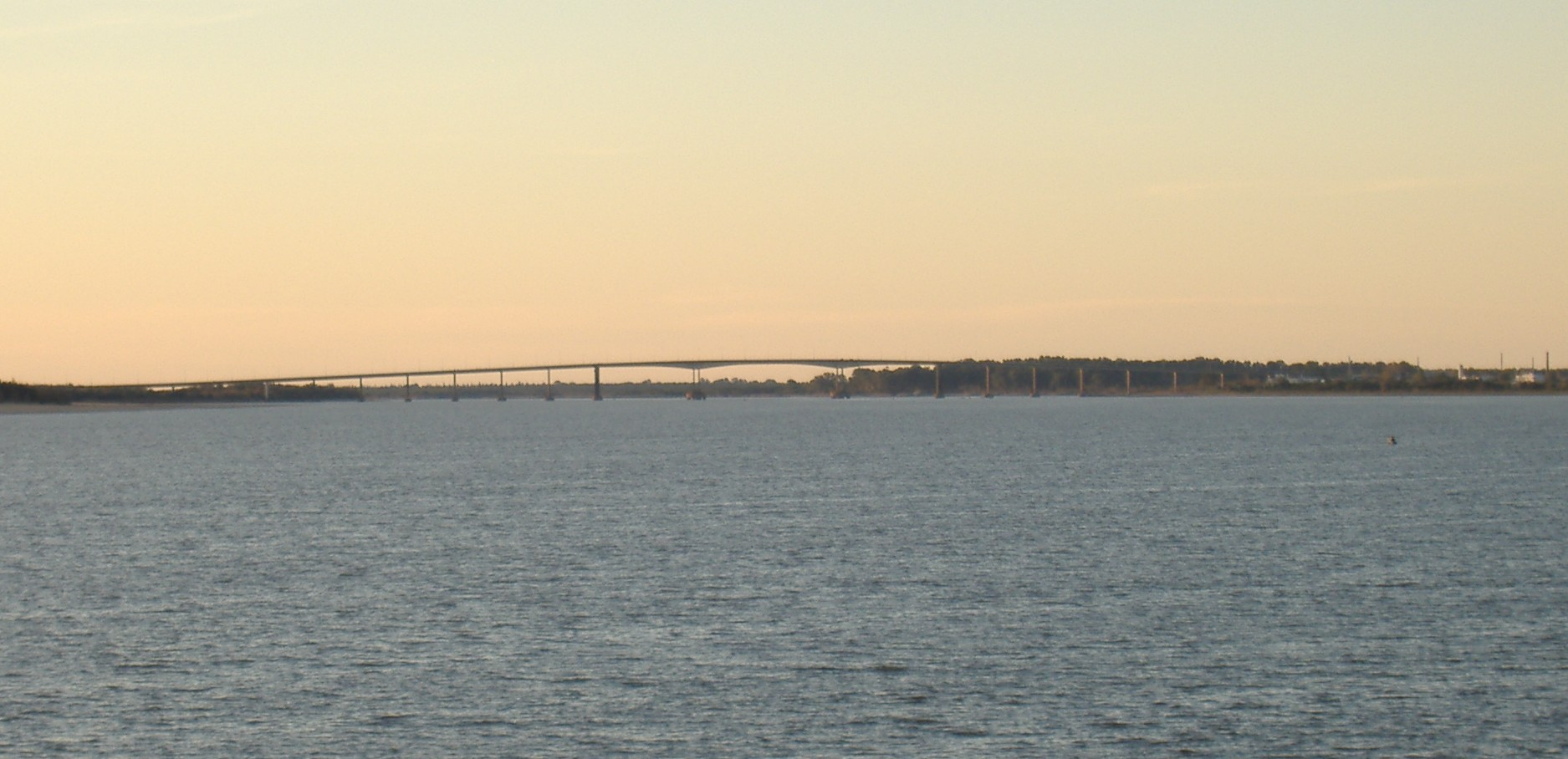
ريو أوروغواي وجسر الجنرال أرتيغاس (الطريق 135)، والذي أغلق أيضا خلال بعض الأحداث

في 11 مارس 2006، استغل رئيسا الأرجنتين والأوروغواي نيستور كيرشنير وتاباري فاسكيز حفل تنصيب ميشال باشيلي رئيسا جديدا للشيلي، لمناقشة القضية بين البلدين. طالب الرئيسان الجهات المتظاهرة تجميد نشاطاتهم ورفع الحصار البري من الجانب الأرجنتيني، ووقف بناء المصنعين من الجانب الاوروغواياني إلى غاية التوصل إلى اتفاق. تم الترتيب لاجتماعين آخرين في لأنكورينا (أوروغواي) ومار دل بلاتا (الأرجنتين). وفي الأيام التالية، تلقى رئيس أوروغواي انتقادات قاسية من المعارضة في بلده، واتهموه بالرضوخ لضغوط الأرجنتين. فما كان منه إلا أن تراجع علناً وصرح بأن أوروغواي «لن تتفاوض تحت الضغط». قرر التجمع البيئي لـ جواليجويتشو مواصلة وضع الحواجز على الطرق. وبالمقابل شهدت أوروغواي في 16 مارس، تنظيم مظاهرة شارك فيها ما يقرب عن عشرة آلاف متظاهر في فراي بينتوس، للمطالبة ببناء المصنعين. وحرص المتظاهرون على الدفاع عن حقوقهم وسيادة بلدهم.
في 20 مارس، اتخذ تجمع جواليجويتشو بعد إجرء تصويت قراراً برفع الحصار عن الطريق رقم 136 وجسر الجنرال المحرر سان مارتن والذي استمر 45 يوماً. وبعد سبعة أيام، قررت حكومة أوروغواي أيضاً تجميد بناء المصانع لبدء المباحثات. ومع ذلك في كولون (Colón) بالأرجنتين، ظلّ متظاهرون آخرون في «تجمع كولون البيئي» يغلقون الطريق رقم 135 وجسر الجنرال أرتيغاس ، 80 كم شمال جواليجويتشو.
يوم 26 مارس، أعلنت الشركة الفنلندية Botnia تعليق بناء المصنع لمدة 90 يوماً، «من أجل المساهمة في حوار مفتوح والاستجابة لطلب الرئيسين تاباري فازكويز ونستور كيرشنر». في هذا الوقت، تم إنجاز 45٪ من مشروع البناء، لكن المصنع لم يبدأ بعد نشاطه. أقلق خبر التعليق المساهمين الأوروبيين. وبالمثل فعلت الشركة الإسبانية ENCE، وعلقت بناء مصنعها الذي لم يكن قد بدأ بعد.
بعد فترة وجيزة، أعلن وسيط البنك الدولي السيد ميج تايلور أن التحقيق الذي أجرته مؤسسة التمويل الدولي ناقص ويفتقر للدقة. وقدمت الاستنتاجات إلى حكومة محافظة انتري ريوس والرئيس كيرشنر لتحليلها في الاجتماع الرئاسي المقبل بكولونيا (أوروغواي).
في 30 مارس، أعلنت شركة Botnia أنها ستعيد النظر في موقفها وأنها ستواصل البناء بعد 10 أيام من التعليق وليس 90 كما أعلن سابقاً. وأدى هذا الإعلان إلى إلغاء اجتماع كولونيا. في 5 أبريل، صوت تجمع جواليجويتشو باستئناف إغلاق الطريق رقم 136.،

### أبريل 2006
بعد هذه الأحداث، توترت العلاقة بين أوروغواي والأرجنتين مجدداً. حاول قادة الكنيسة الكاثوليكية تسهيل الحوار. في حين رفضت حكومات فنلندا وإسبانيا التدخل في شؤون Botnia وENCE. وألغت الوزيرة الفنلندية باولا لهتوماكي زيارة لها للأرجنتين، بدعوى أنها ستكون غير مرحب بها ومؤكدة أن هذا النزاع يجب أن يُحل بين الأرجنتين وأوروغواي والشركتين المعنيتين.
هددت الأوروغواي باللجوء إلى منظمة التجارة العالمية، حيث أن الحصار ينتهك «المبادئ الأساسية للتجارة الدولية» وأن السلطات الأرجنتينية لم تمنعه، ما يتسبب في خسائر لدولة أوروغواي تقدر بـ 400 مليون دولار. وهددت أوروغواي أيضا برفع القضية أمام محكمة العدل الدولية، بدعوى أن الحصار هو انتهاك لحقوق الإنسان في حرية حركة الناس والبضائع.
خلال زيارة رسمية لمدينة مكسيكو، قال رئيس أوروغواي أن رؤساء حكومات بلدان ميركوسور يتحدثون عن «عملية التكامل في المنطقة، ولكن إذا كان أحد البلدان الأعضاء في هذه العملية [يقصد الأرجنتين] يميز بلدا آخرا ويعزله ويقفل عليه، فإن العملية لم تعد تكاملا بل تفكيكا». وطلب مرة أخرى، أن تحل هذه المسألة في ظل ميركوسور.

### مايو 2006

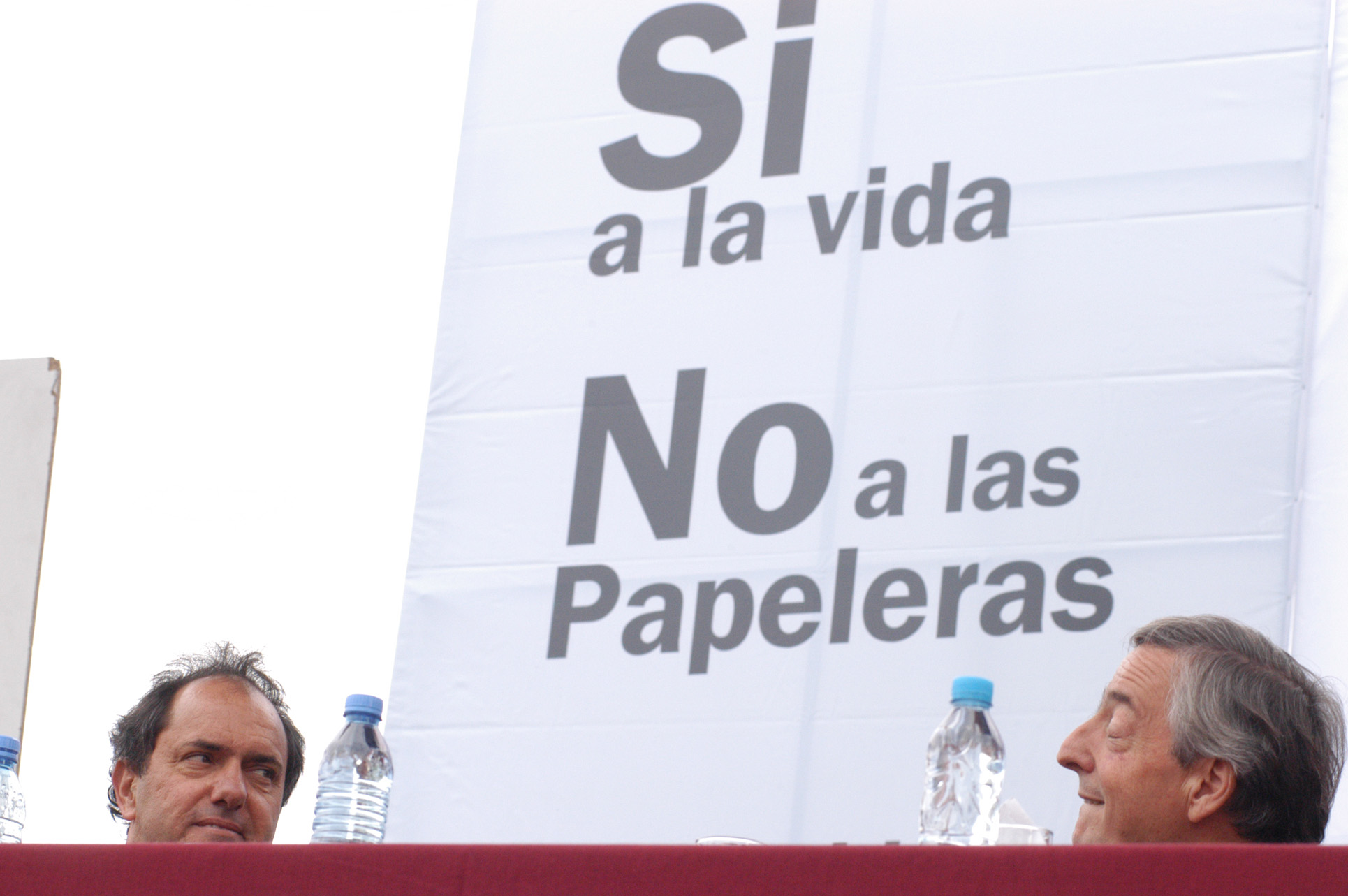
الرئيس كيرشنر ونائبه دانييل سيولي، 5 مايو 2006.

رفعت الأرجنتين شكوى رسمية أمام محكمة العدل الدولية في 3 مايو 2006، متهمة أوروغواي بانتهاك المعاهدة المنظمة لوضع ريو أوروغواي من خلال السماح ببناء مصنعين دون مناقشة مسبقة مع الأرجنتين.

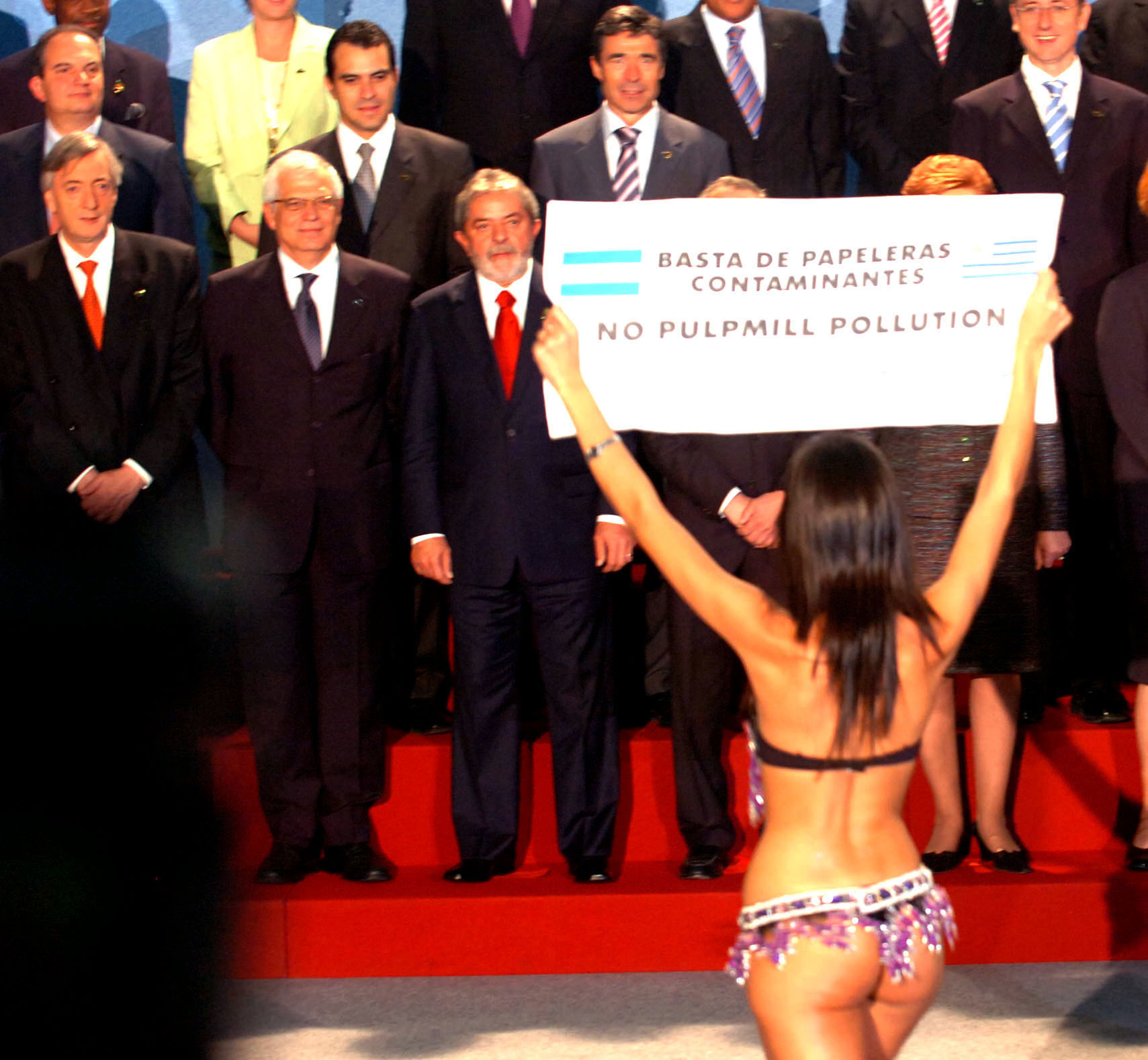
ايفانجيلينا كروزو تقاطع لحظة التقاط الصورة التذكارية باحتجاجها.

في 11 مايو، أثناء افتتاح القمة الرابعة بين الاتحاد الأوروبي ودول أمريكا اللاتينية ومنطقة البحر الكاريبي في فيينا، جدد الرئيس الأرجنتيني اتهاماته لأوروغواي. واتهم البلدان المتقدمة أيضاً بأنها تلعب لعبة مزدوجة في سياستها البيئية. وشهد موعد التقاط الصورة الرسمية للرؤساء توقفاً لفترة وجيزة بسبب وجود ملكة جمال كرنفال جواليجويتشو «ايفانجيلينا كروزو»، تحمل لافتة كتب عليها بالإسبانية والإنجليزية:«Basta de papeleras contaminantes / No pulpmill pollution» («لا لمصانع الورق الملوثة»). وقد رافق ملكة الجمال خلال هذه القمة نشطاء من منظمة السلام الأخضر. ، 
في 17 مايو، انتقل 150 عضو من التجمع البيئي لجواليجويتشو إلى العاصمة بوينس آيرس، برفقة ما يقرب من 200 من نشطاء البيئة من بينهم ايفانجيلينا كروزو، للتظاهر أمام سفارات فنلندا والسويد. اعترف جوكا أوسوكاينن، رئيس قسم العلاقات الدولية في وزارة البيئة الفنلندية، أن القضية تضر بسمعة بلاده في الشؤون البيئية، وقال أنه قد تمت دعوة المسؤولين في الأرجنتين لزيارة مصانع سليولوز في فنلندا، ولكنهم رفضوا العرض.

### يونيو ويوليو وأغسطس 2006
عين الناشط البيئي «رومينا بيكولوتي» رئيساً للأمانة الأرجنتينية للبيئة والتنمية المستدامة في 27 يونيو. رومينا بيكولوتي، الذي أسس وترأس مركز حقوق الإنسان والبيئة، هو شخصية مقربة من محافظ انتري ريوس «خورخي بوستي» ومن تجمع جواليجويتشو أيضاً.
في 13 يوليو 2006، سلمت محكمة العدل الدولية حكمها بشأن طلب الأرجنتين لتدابير الحماية وحكمت لصالح أوروغواي، وذكرت أنه لا يوجد خطر وشيك يتطلب الوقف المؤقت لبناء المصانع. ومع ذلك، فإن المحكمة لم تبث في ما إذا كان هناك انتهاكاً لمعاهدة الخاصة بشأن النهر  ،. وفي اليوم التالي، نظمت مظاهرات في جواليجويتشو وكولون. لكن تجمعات المحتجين أكدت أنها لا تعتزم القيام بإغلاقات، على الأقل حتى فصل الصيف (الموافق للشتاء في شمال الكرة الأرضية).
في 6 أغسطس 2006، وللاستفادة من الحركة المرورية للسياح في عطلة الشتاء، عمل سكان «كونسبسيون ديل أوروغواي» وجواليجويتشو وكولون وبعض المدن الأخرى، ترافقهم أسرهم الأوروغوانية، على توزيع منشورات على السائقين لإطلاعهم بمخاطر التلوث والإجراءات التي اتخذها الناشطون. تعطلت حركة المرور ولكن لم تتوقف.
وفي 9 أغسطس، قدم ممثلو أوروغواي لائحة الاتهام الخاصة بهم أمام ميركوسور، وتمحورت حول نقطتين: أولاً، الخسائر التي يتكبدها اقتصاد أوروغواي بسبب الحصار، وثانياً تقاعس الحكومة الأرجنتينية عن ضمان حركة السلع.

### سبتمبر 2006
جاء رد المحكمة المخصصة في 7 سبتمبر، وقالت أن الأرجنتين تصرفت «بحسن نية»، ورفضت المطالبات بعقوبات اقتصادية، مشيرة إلا أن الإغلاقات «وبلا شك، أثرت على اقتصاديات كل من أوروغواي والأرجنتين». تلقت حكومتا البلدين الحكم بإيجابية. ، 
في 20 سبتمبر، قامت إدارة شركة ENCE بتسريح 40 موظفاً. وفي اليوم التالي، أعلن رئيس الشركة خوان لويس اريغوي وقف بناء المصنع في فراي بينتوس (وكان البناء قد انطلق لتوه)، وأعرب عن رغبته في نقل المشروع إلى منطقة أخرى من أوروغواي. أقر اريغوي «بامكانية وجود بعض الأخطاء»، موضحاً أنه «لا يمكن تواجد مصنعين سليلوز في منطقة فراي بينتوس» حسب رأيه. ،  وفقاً لاريغوي، تفتقر فراي بينتوس إلى البنية التحتية لتحمل جميع الشاحنات. وكانت شركة ENCE مع ذلك على علم لعدة سنوات بوضع مصنع Botnia، وحتى مايو 2006، رفضت دائمًاً إعادة النظر في نقل موقع الإنشاء. كان اريغوي قد اجتمع مع مسؤولين من الأرجنتين في يونيو. وفي مقالة، توقعت الأسبوعية البريطانية ذا إيكونومست ان تكون الحكومة الأرجنتينية قد ضغطت على اريغوي، ربما في عرض للقوة من جانب الرئيس نيستور كيرشنير قبل الانتخابات الرئاسية الأرجنتينية لسنة 2007. وبالإضافة إلى ذلك، فمن الممكن أن تكون إسبانيا قد ضغطت على ENCE هي أيضاً، نظراً للمصالح العديد لإسبانيا في الأرجنتين. وخاصة إذا علمنا أن ENCE ظلت شركة وطنية إسبانية حتى عام 2001.
في المقابل، فإن مشروع Botnia أكثر تقدماً ويستخدم 4٬500 عاملاً. وبعد إضراب يوم 12 سبتمبر للمطالبة بوضع حد لتوظيف عمال أجانب والمساواة في الأجور بين العمال المحليين والأجانب، قررت الإدارة وقف البناء «بسبب عدم وجود ضمانات وحتى تتم استعادة متطلبات تطوير المشروع». استؤنف البناء في 7 أكتوبر بإجماع العمال.
في 24 سبتمبر، تظاهر الآلاف من السكان في جواليجويتشو على طول الطريق رقم 136، وتم عرقلة حركة المرور لمدة ثلاث ساعات. التظاهر هذه المرة كان للاحتفال بانسحاب شركة ENCE ومطالبة Botnia بالقيام بالمثل. في نفس الوقت، انتشرت شائعات مفادها أن شركة ENCE ستنقل موقعها إلى بايساندو، على ضفاف ريو أوروغواي دائمًاً وفي مواجهة مدينة كولون الأرجنتينية، مما تسبب في مظاهرة شارك فيها حوالي 4٬000 من سكان كولون. في اليوم التالي، التقى رؤساء بلديات المدينتين لمناقشة المشكلة.

### أكتوبر 2006

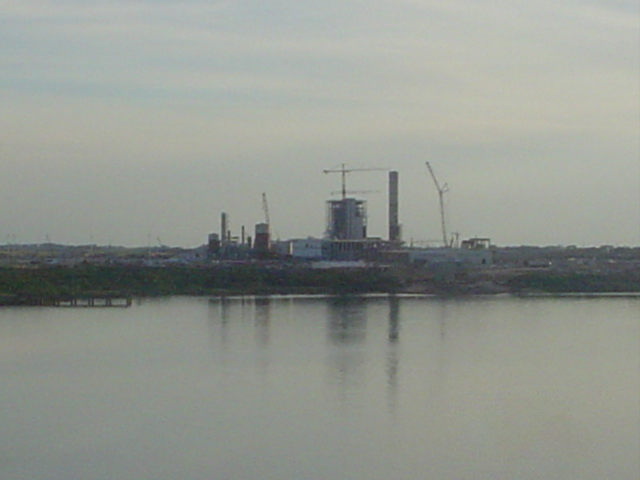
Botnia : مصنع السيليلوز قيد الإنشاء، في فراي بينتوس.

12 أكتوبر، نشرت مؤسسة التمويل الدولي ووكالة ضمان الاستثمار متعدد الأطراف (التابعتين للبنك الدولي) التقرير النهائي حول تأثير المصانع المعنية. أعلنت المؤسستان بأن المصنعين يمتثلان للقواعد البيئية والاجتماعية، وأنها ستدر عوائد كبيرة على اقتصاد أوروغواي. وخلص التقرير، الذي تجاوز 200 صفحة وكتبته EcoMetrix للإعلام، إلى أن خطط البناء والعمليات لا تنطوي على مخاطر لنوعية الهواء والماء.
رداً على ذلك، قرر تجمع جواليجويتشو البيئي غلق الطريق رقم 136 مجدداً خلال عطلة نهاية الأسبوع في يوم كولومبوس. ووزعت منشورات شجب للآثار الناجمة عن إنشاء المصنع بالقرب من جواليجويتشو: كالتلوث بالديوكسين، والأمطار الحمضية، ومخاطر زيادة الإصابة بالسرطان. وفي نفس الوقت، وجه ناشطون في بوينس آيرس دعوة للأرجنتينيين بعدم السفر إلى أوروغواي لقضاء عطلة الصيف المقبل. نشرت الحكومة الأرجنتينية وحكومة مقاطعة انتري ريوس مشاركة مرسوما بعدم قبول الغلق، ويضع التجمعات البيئية أمام مسؤولياتها إزاء «أي ضرر للمصالح الأرجنتينية»، ولكن دون اتخاذ أي خطوة محددة لمنع الغلق. أغلق تجمع كولون الطريق رقم 135 بشكل متقطع. ،  ،  خلال عطلة نهاية الأسبوع، أرسل رومينا بيكولوتي، الأمين الأرجنتيني للبيئة، رسالة إلى مؤسسة التمويل الدولية تفيد بأن دراسة EcoMetrix لم تقدم أي عنصر جديد، ولكنها أعادت استخدام بيانات مصدرها دراسات بيئية أجرتها شركتا ENCE وBotnia، وأن الدراسة التي أجريت حول النموذج الهيدرولوجي قام بها مهندس عمل في الدراسة الخاصة بشركة Botnia. أكد بيكولوتي كذلك، أن الدراسة تعاني من أخطاء جوهرية، مثل تضخيم تدفق نهر ريو أوروغواي أو تقديم معلومة خاطئة حول عرض النهر بأنه يساوي 20كم، في حين لم يتجاوز 12كم عرضا.  ·  
في 17 أكتوبر، أعلنت مؤسسة التمويل الدولي ووكالة ضمان الاستثمار متعدد الأطراف بأنهما سيطلبان من إدارتيهما الموافقة على تمويل وضمان بناء مصنع شركة Botnia في أوروغواي. وجاء في البيان الصحفي لمؤسسة التمويل الدولية: (بالإنجليزية) « the decision to proceed was based on an extensive due diligence process, which included the conclusive and positive findings of a cumulative impact study and a subsequent review of the study undertaken by independent experts (the Hatfield report) » «استند قرار المضي قدماً على عملية عناية واجبة واسعة النطاق، والتي شملت جميع النتائج المخلوص إليها والإيجابية لدراسة بأثر تراكمي وإعادة النظر في دراسة يقوم خبراء مستقلون (تقرير هاتفيلد)».
يوم 20 أكتوبر، شرع تجمع جواليجويتشو في نقاشات، جرى الحديث فيها عن إمكانية غلق ليس فقط للطرق ولكن أيضا لنهر ريو أوروغواي حتى ينقطع تموين Botnia بمواد البناء. قال ألزار مارتن، عضو التجمع، لصحيفة الاوبسيرفادور من الأوروغواي أن «غلق النهر مرتقب بجدية، وأن التجمع درس عدة بدائل ومواقف». كان الناشطون يعملون أيضا على مواجهة التقارير الفنية الصادرة عن مؤسسة التمويل الدولية. وذكر أعضاء آخرون في التجمع ان «غلق الطرقات هو حاليا أفضل مبرر» لوقف بناء المصانع، وأن عليهم «اللجوء إلى أعمال العنف» في ظل غياب الرغبة لدى حكومتهم.

### نوفمبر وديسمبر 2006
الوضع ازداد صعوبة. في 3 نوفمبر، قرر تجمع جواليجويتشو تنظيم حصار جديد طوال عطلة نهاية الأسبوع بإقامة جدار بارتفاع 1.80م لقطع الطريق 136. وفي فترة ما بعد الظهر من 5 نوفمبر، وافقت التجمع على تفكيك الجدار وإعادة الحركة المرورية. ، 
خلال مؤتمر القمة الأيبيرية الأمريكية السادس عشر في مونتيفيديو، ألغى الرئيسان كيرشنر وفاسكيز لقاءً ثنائياً بينهما. ومع ذلك، طلب كيرشنر من ملك إسبانيا خوان كارلوس الأول تسهيل استئناف المفاوضات بين البلدين. ودعم أوروغواي هذا الاقتراح أيضا. شرح ترينيداد خيمينيز، وزير الدولة الإسباني لأمريكا اللاتينية، أن الملك لن يأخذ دور الوسيط، ولكن سيحاول تخفيف حدة التوتر في هذا الصراع. ومع ذلك، أكدت الحكومة أوروغواي مجدداً أنه لن يتم التفاوض على المستوى الرئاسي طالما استمر الغلق. أعرب خوسيه بولر، عضو تجمع جواليجويتشو، عن تأييده للمبادرة، مؤكداً بأن وجهة نظر التجمع حول بناء المصنع «غير قابلة للتفاوض».
في 21 نوفمبر 2006، وافقت إدارات كل من مؤسسة التمويل الدولي ووكالة ضمان الاستثمار متعدد الأطراف على استثمار 170 مليون دولار، وضمانات تصل إلى 350 مليون دولار للمشروع.
وكردة فعل، ندد نيستور كيرشنير بـ «تعنت» نظيره الأوروغواني، وقال إن الموافقة مؤسسة التمويل الدولي ووكالة ضمان الاستثمار متعدد الأطراف على المشروع هو انتصار للمصالح الدولية التي ترى في المنطقة «سلة مهملات صناعية للعالم». وكرر أيضا أن حكومته لن تستخدم القوة لفض حركة المحتجين من جواليجويتشو.
وفي 13 ديسمبر، أعلنت الشركة الأسبانية ENCE أنها ستنتقل موقع مصنعها 250 كم نحو الجنوب، بعيدا عن ريو أوروغواي، وذلك بعد مفاوضات مع حكومات الأرجنتين وأوروغواي.

### 2007

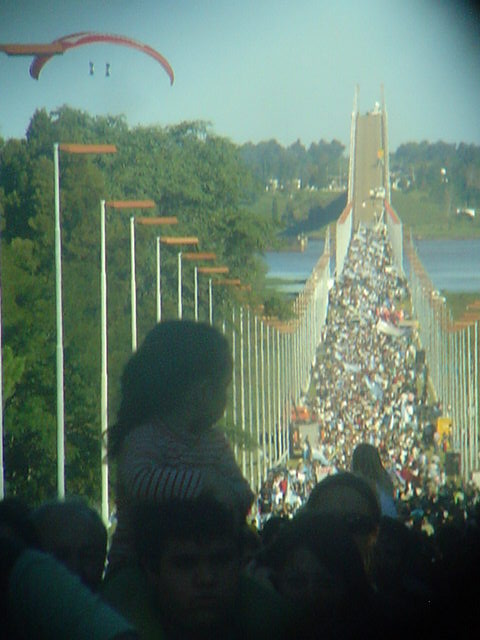
مسيرة 23 يناير 2007.

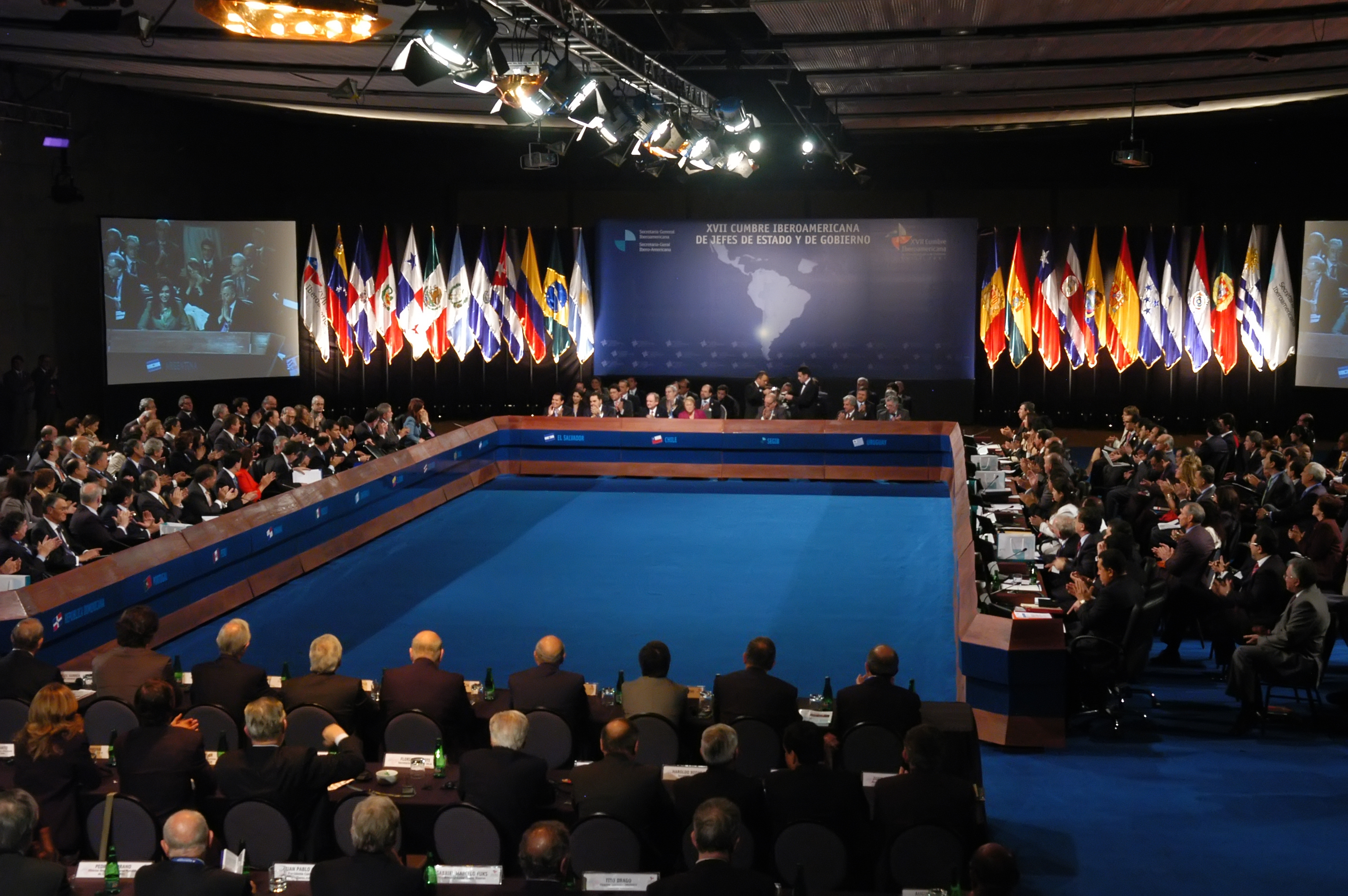
القمة الأيبيرية الأمريكية - 9 نوفمبر 2007.

في 23 يناير 2007، رفضت محكمة العدل الدولية طلب أوروغواي باتخاذ تدابير حمائية ضد الأرجنتين.
في فبراير، بدأت إسبانيا وساطة قادها خوان أنطونيو يانيس بارنويفو. ولكن على مدار السنة، استمرت الاحتجاجات ضد مصنع : في 29 أبريل، نظم تجمع جواليجويتشو مسيرة جديدة على جسر الجنرال المحرر سان مارتن ونظمت أخرى في 2 سبتمبر، وأخرى في 7 أكتوبر جمعت حوالي 300 ناشط من الأرجنتين وأوروغواي في نويفا بالميرا (أوروغواي) لتشكيل التجمع الإقليمي البيئي لريو أوروغواي (« Asamblea Regional Ambiental del Río Uruguay »)، الذي ينسق أفعال الناشطين في البلدين ضد بناء المصنع.
في 14 أغسطس 2007، تسمم اثنا عشر عاملاً بكبريتات الصوديوم في موقع مصنع Botnia. كما تأثر ثلاثة من أعضاء تجمع جواليجويتشو أيضاً كانوا موجودين على جسر سان مارتين. أعربت حكومات الأرجنتين وأوروغواي عن قلقهما، مشيرين إلى إهمال بشري واضح في التعامل مع المواد الكيميائية السامة. وأعلنت Botnia من جانبها أن الحادث صغير وأنها ستحافظ على تاريخ افتتاح المصنع في منتصف سبتمبر. في 16 أغسطس، تسمم ثلاثة عمال آخرين.
في الفاتح من نوفمبر، أذن الوزير الأوروغواني «ماريانو أرانا» بتشغيل مصنع الورق، والذي علقه بعد ثلاث ساعات الرئيس فازكيز، بناءً على طلب من ملك إسبانيا خوان كارلوس الأول، لتسهيل الوساطة واتفاق ممكن في القمة السابعة عشرة الأيبيرية الأمريكية. جرت القمة في 8 نوفمبر في سانتياغو، شيلي، وعلى الرغم من وجود ملك إسبانيا ورؤساء الأرجنتين وأوروغواي، إلا أنه لم يتم التوصل لأي اتفاق. في اليوم التالي، سمحت حكومة أوروغواي مجددا بتشغيل مصنع Botnia، وهو القرار الذي أدى إلى احتجاجات قوية من الجانب الأرجنتيني. من جانبه، أعرب وزير الخارجية الإسبانية عن دهشته وأعلن أن الملك سيتحدث مع تباري فازكيز لمعرفة أسباب هذا القرار. لم ينتج عن هذا الاجتماع أي بيان رسمي، واستمر الوضع الراهن.
في 15 نوفمبر، أنتج المصنع أول شحنة له. وفقاً للمديرة الوطنية للبيئة في أوروغواي اليسيا توريس، فإن أولى الفحوصات أعطت نتائج طبيعية. نشرت مؤسسة التمويل الدولي تقارير لخبيرين استشاريين خارجيين مستقلين، والتي أشارت إلى أن Botnia في أوروغواي مستعدة للعمل ضمن المعايير الاجتماعية والبيئية لمؤسسة التمويل الدولي والمعايير الدولية BAT.

### 2008
في 20 يناير 2008، قالت المنظمة البيئية الصليب الأخضر الدولي غير الحكومية أنه وبعد 70 يوماً من النشاط، فإن الهواء في جواليجويتشو غير ملوث، ونسبة ثاني أكسيد الكبريت تطابق تقريباً تلك المسجلة قبل بدء المصنع نشاطه، و«أقل بكثير من العتبة، التي وفقاً لمنظمة الصحة العالمية، يمكن أن تسبب الضرر للإنسان». وقد تم تثبيت المعدات اللازمة لقياس جودة الهواء من قبل الصليب الأخضر على الشاطئ Ñandubaysal، على بعد 12 كيلومتراً مباشرة من المصنع. وقام أعضاء المنظمة بقياس تركيز ثاني أكسيد الكبريت في كل ساعة بين 11 أكتوبر و20 ديسمبر 2007.

## الإجراءات أمام المحاكم الدولية

### محكمة العدل الدولية
كانت الأرجنتين أول من لجأ لمحكمة العدل الدولية وذلك في 4 مايو 2006، تلتها أوروغواي في 29 نوفمبر 2006.
- في 4 مايو 2006، لجأت الأرجنتين لمحكمة العدل الدولية[65]، متهمةً أوروغواي بانتهاك المعاهدة التي تنظم وضع ريو أوروغواي بين البلدين والموقع في سنة 1975، الأمر الذي يلزم كل طرف على التشاور قبل اتخاذ أي عمل من شأنه أن يؤثر على النهر. في يوليو، رفضت المحكمة طلب أمر قضائي بوقف بناء المصانع. في دفاعها، قالت أوروغواي أن التقنية المقرر استخدامها في هذه المرافق، والمعروفة باسم (ECF : elemental chlorine-free)، معتمدة أيضاً في الولايات المتحدة والاتحاد الأوروبي، وتعتبر «أفضل تكنولوجيا متاحة» لإنتاج الورق. سلّطت أوروغواي أيضاً الضوء على دراسة «مستقلة» للبنك الدولي تدعم موقفها. وفيما يتعلق بـ«انتهاك» معاهدة ريو أوروغواي، قال الدفاع أن مناقشات جرت مع الأرجنتين لبناء المصانع، وأن المسؤولين في الأرجنتين لم يبدوا أي اعتراض.[66] بعد شهرين من الهدوء النسبي، اشتعل الصراع مجدداً في 13 يوليو، عندما سلمت محكمة العدل الدولية حكمها وقالت أنها غير مقتنعة بالطلب الأرجنتيني الداعي للوقف الفوري لبناء المصانع، معتبرة أنه لا وجود لخطر وشيك. بيد أن المحكمة لم تبت في انتهاك معاهدة ريو أوروغواي، ولكنها تعتقد أن أوروغواي ملزمة بالمعاهدة إذا ثبت لاحقاً أنها قد انتهكت التزاماتها. صوّت قضاة محكمة العدل الدولية على هذا الحكم بأربعة عشر صوتاً مقابل واحد، القاضي الوحيد المعترض كان معيناً من قبل الأرجنتين [67]
- في 29 نوفمبر 2006، كان دور الأوروغواي في اللجوء إلى محكمة العدل الدولية.[68] طالبت أوروغواي باتخاذ إجراءات فورية لوقف الحواجز التي يقيمها تجمع جواليجويتشو واستنكار سلبية الأرجنتين في مواجهة هذه المشكلة. في 23 يناير 2007، رفضت المحكمة هذا الطلب، ومرة أخرى بأربعة عشر صوتاً ضد واحد. أوردت محكمة العدل الدولية في حكمها: «وجدت المحكمة أن تشييد مصنع Botnia قد تقدم كثيراً منذ صيف عام 2006، وعلى الرغم من إقامة حواجز الطرق، استمر هذا البناء». قالت المحكمة أنها غير مقتنعة بأن الحواجز تتسبب بضرر لا يمكن إصلاحه للحقوق التي تقول أوروغواي أنها استخلصتها من موقف عام 1975، وأضافت أنه لم يثبت ذلك، وحتى إن كان مثل هذا الخطر موجوداً فإنه سيكون وشيكاً. ولذلك، وجدت المحكمة أن الظروف لا تدفع لفرض التدبير المؤقتة التي طلبتها أوروغواي (تفادي أو إنهاء عرقلة المرور بين الدولتين، بما في ذلك الحواجز على الطرق والجسور التي تربط بينهما).[69]

أصدرت المحكمة حكمها في 20 أبريل 2010: رأت المحكمة أن أوروغواي انتهكت جزئياً معاهدة المنظمة لوضع ريو أوروغواي، ولكن خلصت إلى أنها لم تنتهك أي التزام أساسي بموجب هذا الوضع، ولم تطالب بتفكيك المصنع أو منح تعويضات، وذكرت بالتزام الطرفين بالتعاون.

### ميركوسور
في يونيو 2006، لجأت أوروغواي إلى محكمة ميركوسور وطالبت بمعاقبة الأرجنتين على الحصار وإجبارها على دفع تعويضات بموجب معاهدة أسونسيون، التي تضمن حرية حركة السلع والخدمات بين الأعضاء ميركوسور. قدم ممثلو أوروغواي الاتهام الخاصة بهم 9 أغسطس، والتي اعتمدت على نقطتين: أولاً، الخسائر التي يتكبدها اقتصاد اوروغواي بسبب الحصار، وثانياً تراخي الحكومة الأرجنتينية في ضمان تداول السلع. من جهتهم، قال الأرجنتينيون بأن إدارة كيرشنر قد لعبت دوراً نشطاً في محاولة للتخفيف من آثار الحصار، وأن التجارة الثنائية زادت بنسبة 33٪ ما بين الربع الأول من عام 2005 والربع الأول من عام 2006.
طالبت أوروغواي أيضا بدفع الحكومة الأرجنتينية إلى التدخل في حالة إغلاقات مستقبلية. في حين أعرب وزير الخارجية الأرجنتيني عن ثقته في أن المحكمة لن تولي اهتماماً لهذه الطلبات، كما الانتهاكات المفترضة مستقبلاً لا تخضع لهذا الحكم وفقاً للقانون، وبالإضافة إلى ذلك فإن حكم المحكمة سيظل رمزياً حيث بقيت عملية الإغلاق متقطعة، حتى قبل لجوء أوروغواي إلى المحكمة.
اجتمع أعضاء المحكمة، المتألفة من ثلاثة حكام (أرجنتيني وأوروغواني وإسباني)، في أسونسيون بتاريخ 7 سبتمبر 2006. وصرحت المحكمة بأنها تعتقد بأن الأرجنتين تصرفت «بحسن نية»، ورفضت طلبات فرض عقوبات اقتصادية، مشيرة إلا أن الحصار «أثر بلا شك على التجارة في اوروغواي والأرجنتين». سلم البلدان بأن هذا القرار يسير في الاتجاه الصحيح. ، 

## تحليل الصراع ونتائجه
الأرجنتين وأوروغواي بلدان متشابهان جداً، جغرافياً بالطبع، ولكن أيضاً تاريخياً وثقافياً وحتى سياسياً خاصةً الآن مع انتصارات تحالفات اليسار لنيستور كيرشنير ثم كرستينا فيرنانديز (حزب العدالة) وتاباري فاسكيز (الجبهة الموسعة). وكان نيستور كيرشنر قد أيّد علناً تحالف الجبهة الموسعة في الانتخابات الرئاسية لعام 2004. وكانت الخلافات بين البلدين نادرة طوال القرن العشرين. كما تجدر الإشارة إلى أن التجارة عبر الحدود كثيفة بين البلدين، فشواطئ أوروغواي هي من بين الوجهات المفضلة للسياح الأرجنتينيين، بما في ذلك بونتا دل استي (Punta del Este)، وبالمقابل فلبوينس آيرس جاذبية قوية في أوروغواي كونها على بعد حوالي خمسين كيلومترا من الحدود.
في الأرجنتين، وبعد حركة piqueteros خلال الأزمة الاقتصادية لعام 2001، فإن هذه الأزمة أوضحت مجددا قوة ونفوذ الحركات الاجتماعية العفوية المنظمة حول موضوع دقيق جداً، في مواجهة السلطات المحلية والسلطة المركزية. في الموقف الأرجنتيني، فإن الدور الرئيسي يعود للتجمع جواليجويتشو البيئي وليس للحكومة. وإذا قورن بين فائدة الأرجنتين من صراع بيئي - على الرغم من أن البلاد لديها هي نفسها مصانعا للسيليلوز أكثر تلويثاً من تلك قيد الإنشاء في أوروغواي والمشاكل البيئية الأكثر خطورة مثل إزالة الغابات أو التلوث الحضري  - ومصلحة الأرجنتين في الحفاظ على علاقات جيدة مع أوروغواي وكل ما يعنيه ذلك من تجارة وسياحة وأيضاً الحفاظ على الصحة ميركوسور والدعم السياسي المتبادل الذي يمكن أن تجلبه حكومات كيرشنر وفاسكيز، يمكن للمرء أن يتساءل «أين هي المصلحة الحقيقية للبلد ؟». ومع ذلك، وحسب ألفارادو راكيل وكارلوس ريبوراتي ، فإن تأثير هذا النزاع على جزء مهم من الجمهور الأرجنتيني لم يتجاوز حد الفضول، ويفسر ذلك بعدم التناسب بين البلدين من حيث الحجم والقوة (الأرجنتين أكبر بخمسة عشر مرة من أوروغواي)، ما يعطي للعلاقة مع أوروغواي حجماً صغيرًا. مقارنةً مع باقي علاقات الأرجنتين الدولية.
أما في أوروغواي، فينظر الجمهور لمعارضة الأرجنتين بصورة سيئة، وخاصة أن الأرجنتين يعد أفضل حليف في المنطقة. لسنوات عديدة، ركزت أوروغواي على قطاع الخدمات مقارنةً بالقطاع الصناعي، حتى صار يلقب البلد بـ «سويسرا القارة الأمريكية». أما صناعة الغابات فتطورت على مدى السنوات العشرين الماضية فقط، وإنشاء مصانع لعجينة الورق هو أمر حديث : في حين تمتلك الأرجنتين نفسها مثل هذه المصانع منذ فترة أطول، فأوروغواي كان أساساً يصدر الخشب الخام. وإضافة لكون المشكل منشأه محلي تجاه جواليجويتشو، فإن استيلاء الحكومة الأرجنتينية عليه لقي معارضة واعتبر الاستيلاء بالوحشي، ونظر إليه العديد من سكان أوروغواي على أنه غير عادل. في استطلاع للرأي أجري في 5 يناير 2006، أعرب 16٪ فقط من المواطنين بأنهم ضد بناء المصانع.
أضعفت هذه القضية الميركوسور. هذه السوق التي كان المتوقع منها تعزيز التجارة بين البلدان الأعضاء، وتجنب النزاعات على شاكلة الاتحاد الأوروبي، لم تتمكن هيئاتها من تجنب الصراع ولم تجد أي حل إلى غاية هذا اليوم. اعتمد أوروغواي على محكمة الميركوسور لتجنب الحواجز، ولكنه لم يكن راضياً تماماً بالنتائج. وفي البلاد، صار أمر توطيد العلاقات مع الولايات المتحدة مطروحاً أكثر من ذي قبل، وذلك على حساب العلاقات الإقليمية التي ينادي بها الميركوسور.

## نهاية النزاع

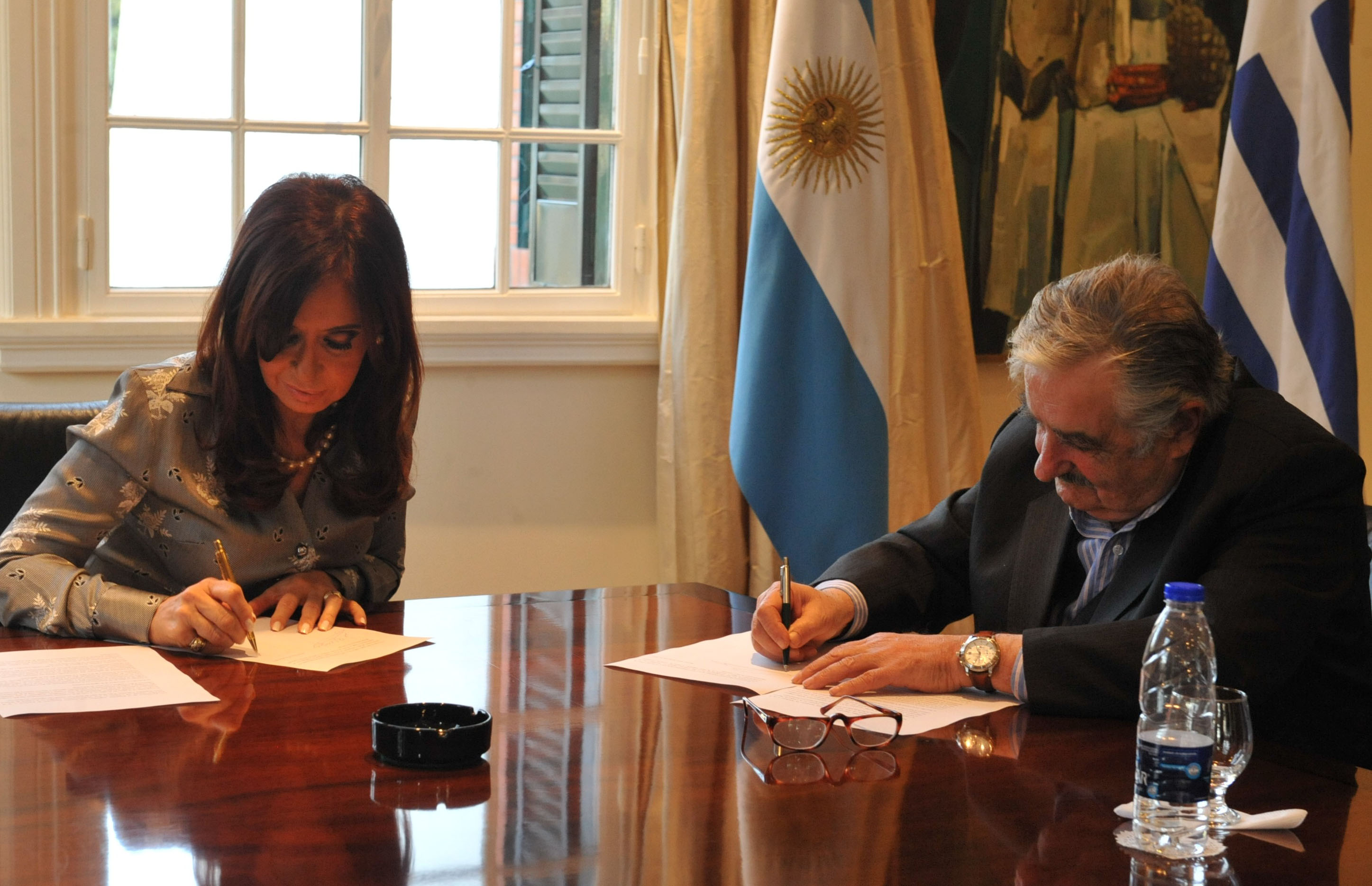
التوقيع على الاتفاق في يوليو 2010

بذل خوسيه موخيكا رئيس أوروغواي الجديد جهداً كبيراً لوضع حد للنزاع واجتمع مع الرئيسة كريستينا فرنانديز دي كيرشنر أربع مرات في غضون بضعة أسابيع. اعترف الرئيس السابق فاسكيز أثناء زيارة لبوينس آيرس أنه لم يكن قادراً على القيام بذلك. وفي 19 يونيو، أوقف ناشطو البيئة غلقهم للجسر. ووافق الرئيسان في 28 يوليو على إنشاء لجنة ثنائية قومية CARU (بالإسبانية: Comisión Administradora del Río Uruguay) من أجل رصد تلوث النهر وإنهاء النزاع رسمياً باعتباره «اتفاقاً أساسياً يرضي الشعبين والحكومتين».
ذكر تاباري فاسكيز في أكتوبر 2011 أنه قد نظر في إمكانية وقوع نزاع مسلح مع الأرجنتين بسبب هذا الموضوع، وطلب الدعم من الولايات المتحدة (خلال فترة رئاسة جورج بوش الابن) وللاستعداد لمثل هذه الحالة، كانت له مقابلات مع كوندوليزا رايس، وأمر القادة العسكريين بالبقاء على تأهب.

### وصلات خارجية
- (بالإسبانية) النظام الأساسي لنهر أوروغواي
- (بالإسبانية) الموقع الاكتروني لتجمع جواليجويتشو البيئي
- (بالإنجليزية) موقع من Botnia
- أوروغواي والأرجنتين تخوضان حرب الورق - النسخة الإلكترونية من صحيفة الاقتصادية. نشر 28 يناير 2006 العدد 4492
- احتدام حرب مصنع الورق بين الأرجنتين وأوروغواي - النسخة الإلكترونية من صحيفة الاقتصادية. نشر في 11 ديسمبر 2006، العدد 4809

### الملاحظات
1. ↑  وتشمل حركة Movimiento por la Vida, el Trabajo y el Desarrollo Sustentable - MOVITDES
2. ↑  يوجد 22 مصنع لعجائن الورق في الأرجنتين على نفس النهر، مجلة هيرودوت رقم 123، صفحة 141